# Bacchisa nigroantennata
Bacchisa nigroantennata är en skalbaggsart som beskrevs av Stefan von Breuning 1963. Bacchisa nigroantennata ingår i släktet Bacchisa och familjen långhorningar.
Artens utbredningsområde är Laos. Inga underarter finns listade.